# Pietà (Ribera Madrid)
La Pietà, noto anche El Españoleto o Compianto del Cristo morto è un dipinto del pittore spagnolo
Jusepe de Ribera realizzato nel 1633 e conservato nel Museo Thyssen-Bornemisza a Madrid in Spagna.

## Storia
La persona che ha commissionato il lavoro a Ribera è sconosciuta, anche se si ritiene che fosse uno spagnolo. La tela è firmata sulla roccia nell'angolo in basso a destra secondo la solita formula con cui lo faceva in quel momento: «Jusepe de Ribera español 1633». Questo è stato uno dei periodi più prolifici del pittore sia per la quantità di opere emerse dal suo laboratorio sia per la sua qualità.
Il tema della Pietà è stato trattato dal pittore in più occasioni con variazioni molto diverse nel corso della sua vita. Delle Pietà di Ribera ancora conservate, la più antica è quella conservata alla National Gallery di Londra del 1620. Successivamente, seguirà la Pietà del Museo Thyssen dell'anno 1663, e infine quella conservata alla certosa di San Martino a Napoli del 1637.
Il dipinto proviene dalla collezione Marqués de Heredia.

## Descrizione
L'opera fa parte di un periodo di transizione dell'artista in cui, senza lasciare le ombre del tenebrismo, ha iniziato a sperimentare nuovi colori.Il corpo di Cristo in orizzontale incornicia il resto dei personaggi. A destra, Giovanni apostolo tiene il dorso, mentre ai suoi piedi Maria Maddalena li bacia con afflizione. Al centro, velato dalla tecnica del chiaroscuro, ci mostra Maria con una faccia distrutta dal dolore che guarda il cielo mentre stringe le mani in preghiera. Infine, all'estrema destra, si può vedere il volto di Giuseppe di Arimatea.
Il fuoco della luce della composizione è centrato sul corpo sdraiato dandogli l'aspetto di una statua in marmo che lo valorizza, riuscendo a trasmettere magistralmente sia il dolore fisico delle sue ferite (specialmente quello della fiancata) sia il dolore emotivo espresso sul suo viso e la trascuratezza del suo corpo.